# La Conquête du ciel
La Conquête du ciel est une mini-série en coproduction française-allemande-belge-suisse-marocaine en six épisodes de 55 minutes, créée par Jean-Louis Lignerat et diffusée en France du 11 septembre au 16 octobre 1980 sur TF1.
Au Québec, elle a été diffusée à partir du 12 avril 1980 à la Télévision de Radio-Canada.

## Synopsis
Après Les Faucheurs de marguerites (1974) puis Le Temps des as (1978) et avant L'Adieu aux as (1982), ce troisième volet de l'histoire de l'aviation relate les aventures d'Édouard Dabert, pionnier fictif de la conquête du ciel, juste après la Première Guerre mondiale.

## Distribution
- Bruno Pradal : Édouard Dabert
- Daniel Rivière : Julien Dabert
- Christine Laurent : Joséphine Leroux
- Anne-Marie Besse : Louise
- Gernot Endemann : Hans Meister
- Michaela May : Pétra
- Vania Vilers : Olivier
- Henri Lambert : Delplanque
- Amadeus August : Lutz
- Franz Rudnick : Solke
- Clément Michu : Jules Joly
- Georges Staquet : Thibaud
- Benoît Brione : Raimbault